# Shorobe
Shorobe is een dorp in het district North-West in Botswana. De plaats telt 1031 inwoners (2011).